# Żłobek Mały
Żłobek Mały – część wsi Żłobek w Polsce, położona w województwie lubelskim, w powiecie włodawskim, w gminie Włodawa. Do końca 2009 r. samodzielna wieś.
W latach 1975–1998 Żłobek Mały administracyjnie należał do województwa chełmskiego.